# Spongia incrustans
Spongia incrustans är en svampdjursart som beskrevs av Jean-Baptiste Lamarck 1814. Spongia incrustans ingår i släktet Spongia och familjen Spongiidae. Inga underarter finns listade i Catalogue of Life.